# 文汇出版社
文汇出版社是位於中華人民共和國上海市的一家出版社，成立於1985年，由上海文匯報創辦，是中華人民共和國第一個地方報紙開辦的出版社。

## 歷史
1980年代初，中華人民共和國規定除中央報刊，地方報刊不准設立出版社。當時上海文匯報職員馬達為了能找到好的申辦藉口，於是和旅日華僑蔡世金協商，以蔡世金投資的名義申辦出版社。蔡世金投資50萬人民幣並向出版社提供100多平方米的辦公用房。新聞出版總署最終同意開辦文匯出版社。文匯出版社於1985年5月16日正式成立，是中華人民共和國第一個地方報紙開辦的出版社。